# Tupolev Tu-134
Tupolev Tu-134 (NATO navn: Crusty) er et tomotoret jetfly, produceret af den russiske flyproducent Tupolev.
Flyet havde sin jomfruflyvning i 1963 og blev introduceret i 1967. Tu-134 blev fra 1966 til 1984 produceret i 850 eksemplarer i 12 varianter. Tu-134 kan have op til 84 passagersæder og betjenes af tre personer i cockpittet. Det har en rækkevidde på 2.000 kilometer.
I juli 2011 var over 230 eksemplarer af Tupolev Tu-134 stadigvæk i aktiv tjeneste hos flyselskaber og luftvåben i en lække række lande, primært i de tidligere Warszawapagt-lande, men flytypen anvendes i dag alene i begrænset omfang som militærfly. Sidste passagerflyvning i Rusland fandt sted i 2019.